# Schilddrager
De schilddrager (Subacronicta megacephala, eerder geplaatst in geslacht Acronicta) is een nachtvlinder uit de familie Noctuidae, de uilen.
De voorvleugellengte is 17 tot 20 millimeter. De waardplanten zijn wilg en populier. De soort overwintert als pop.
De vlinder komt in Nederland en België vrij algemeen voor. De schilddrager geeft de voorkeur aan vochtige plaatsen als leefgebied. De prachtige camouflage maakt het erg lastig hem te vinden.
De vliegtijd is van halverwege april tot halverwege september. De soort kent twee jaarlijkse generaties.